# Charlie Chaplin
Sir Charles Spencer Chaplin, közismertebb nevén Charlie Chaplin (London, 1889. április 16. – Corsier-sur-Vevey, Vaud kanton, Svájc, 1977. december 25.) Oscar-díjas angol filmrendező, forgatókönyvíró, színész, zeneszerző, vágó, filmproducer.
Filmjeiben nem csak főszereplő volt, sokszor ő írta, rendezte filmjeit, zenét szerzett vagy producerkedett. Valószínűleg Chaplin volt az egyik legkreatívabb, legnagyobb hatású személyiség a némafilm világában. Munkássága 65 évet hidalt át, a viktoriánus korabeli Anglia mulatóinak színpadától kezdve szinte haláláig folyamatosan dolgozott.
Montreux – Roma édesanyától, egy cigány vándortáborban született minden idők egyik legnagyobb nevettetője, Charlie Chaplin – derült ki abból a levélből, amelyet a komikus élete végéig elzárva tartott íróasztala fiókjában.

Maga Chaplin világéletében azt állította, hogy Londonban született, édesanyját Hannah Hillnek hívták, színésznőként és táncosnőként dolgozott, és hároméves kora óta egyedül nevelte a kis Charlie-t. A legenda soha nem tudott születési anyakönyvi kivonatot felmutatni, s bár halála előtt hat évvel értesült roma származásáról, azt soha nem hozta nyilvánosságra.
Az a bizonyos tábor akkoriban Birmingham külvárosában, a Black Patchen (Fekete Folt) állomásozott, amely az egyik legismertebb roma kocsitábor volt az 1880-as években. A levélre Chaplin lánya és örököse, Victoria bukkant rá nemrég.

## Élete

### Származása
Életével, származásával kapcsolatban az MI5, az MI6 és az FBI is beható nyomozást folytatott, azonban hitelesnek tekinthető adatokat nem találtak, ezért származásával kapcsolatban csak saját elbeszélései állnak rendelkezésre. Születési anyakönyvi bejegyzését Londonban nem találták meg, egyetlen hiteles adat egy újsághír, amely a gyermek 1889. április 15-i születéséről számol be. Helen Tovey szerint édesanyja egyszerűen elfelejthette bejegyeztetni a születést. Chaplin saját önéletrajzi könyvét úgy kezdi, hogy „1889. április 16-án születtem, reggel nyolc órakor, Walworthban az East Lane-en.” 1991-ben felesége, Oona O'Neill halála után lánya, Victoria Chaplin talált rá egy lezárt íróasztalfiókban egy levélre, melyet egy bizonyos John Hill írt Chaplinnek 1971-ben, amelyben arról számol be, hogy a színész valójában Smethwickben született.
Édesapja, id. Charles Chaplin (1863–1901) és édesanyja, Hannah Hill (1865–1928) kabaréénekesek voltak. Zsidó őseire nincs hiteles dokumentum, bár antiszemita körök ezt kész tényként kezelték, és héber néven Karl Tonsteinnek, más források szerint Israel Thornsteinnek nevezték. Anyai nagyanyja cigány származását ő maga is hangoztatta, világkongresszusukon is részt vett ilyen minőségben. Apja Charlie születése után elhagyta családjukat, anyja testileg és szellemileg megrokkant, és elmegyógyintézetbe került.

### Fiatalkora
Charles és idősebb féltestvére, Sydney hosszú időt töltöttek árvaházakban, nehéz körülmények között éltek. Első színpadi szereplése 5 éves korában volt, a Music Hallban lépett fel, 1894-ben. 10 éves korában már apró vígjátéki szerepekben játszott pantomimművészeti társulatokkal. 12 és fél éves korában felkereste a Blackmore színházi ügynökséget, ahol 14 évesnek adta ki magát, és hamarosan szerepet kínáltak neki, ő alakította Billyt, az inast William Gilette Sherlock Holmes című darabjában.
1912. szeptember 2-án érkezett az Amerikai Egyesült Államokba a Karno mutatványos társulat főszereplőjeként, melynek tagja volt Arthur Stanley Jefferson is, aki később Stan Laurel néven vált ismertté. 1913 novemberében Chaplin szerződése lejárt, és ajánlatot kapott a Keystone filmstúdiótól, 150 dollár volt a kezdő fizetése. Első filmje, a Making a living után Charlie belebújt az ismert figura bőrébe a Chaplin az autóversenyen című filmben. A toprongyos csavargó figurájának születése 1914. január 5-én történt, amikor Chaplin belépett a Keystone stúdió ruhatárába, és az ismert felszerelésben (sminkben, mozgással, ruhában) jött ki onnan. Neve rövid idő alatt ismertté vált az Egyesült Államokban. 1914 júniusától már minden filmjét maga rendezte.
Bátyja, Sydney lett az ügynöke, aki az alábbi fizetéseket alkudta ki számára:
- 1914: Keystone, 150 dollár hetente
- 1914–1915: Essanay Studios, Chicago, Illinois, 1250 dollár hetente, plusz 10 000 dollár bónusz
- 1916–1917: Mutual, 10 000 dollár hetente, plusz 150 000 dollár bónusz
- 1917: First National, összesen egymillió dollár – így ő az első színész, aki ekkora összegről írt alá szerződést.

1915-ben az Essanay Stúdióhoz ment, ahol már jelentős fizetésemelést kapott, egy évvel később pedig a Mutual Film Corporationhöz szerződött. Bátyja, Sydney Chaplin Angliából Amerikába érkezett, és testvére helyére került a Keystone-hoz, ahol vezetőkomédiás lett.
Charlie szerződése lejártával, 1917-ben független producerként folytatta munkáját, hogy nagyobb szabadsággal és kényelmesebben készíthesse el filmjeit. Az egytekercses játékfilmekben folyamatos fejlődés érezhető, figurájában gyermekkori nyomorának tapasztalatait formázta meg.
1918 elején a First Nationallel írt alá szerződést, elkészítette Kutyaélet című filmjét. Ezután a háborúellenes törekvések folytán létrejött kampány felé fordította figyelmét, amelynek keretében forgatta le a The Bondot az amerikai kormány számára, amely a békekölcsön népszerűsítését tűzte ki célul.
1918-ban megalapította saját független filmprodukciós cégét (Charles Chaplin Film Corporation), és a következő 33 évben itt dolgozott, alkotói szabadságban. Az 1918-ban forgatott Fegyvert vállhoz című alkotása nagy mértékben növelte Chaplin népszerűségét. Ezután forgatta a Napos oldalt és az Egy örömteljes napot, már 1919-ben.

### United Artists

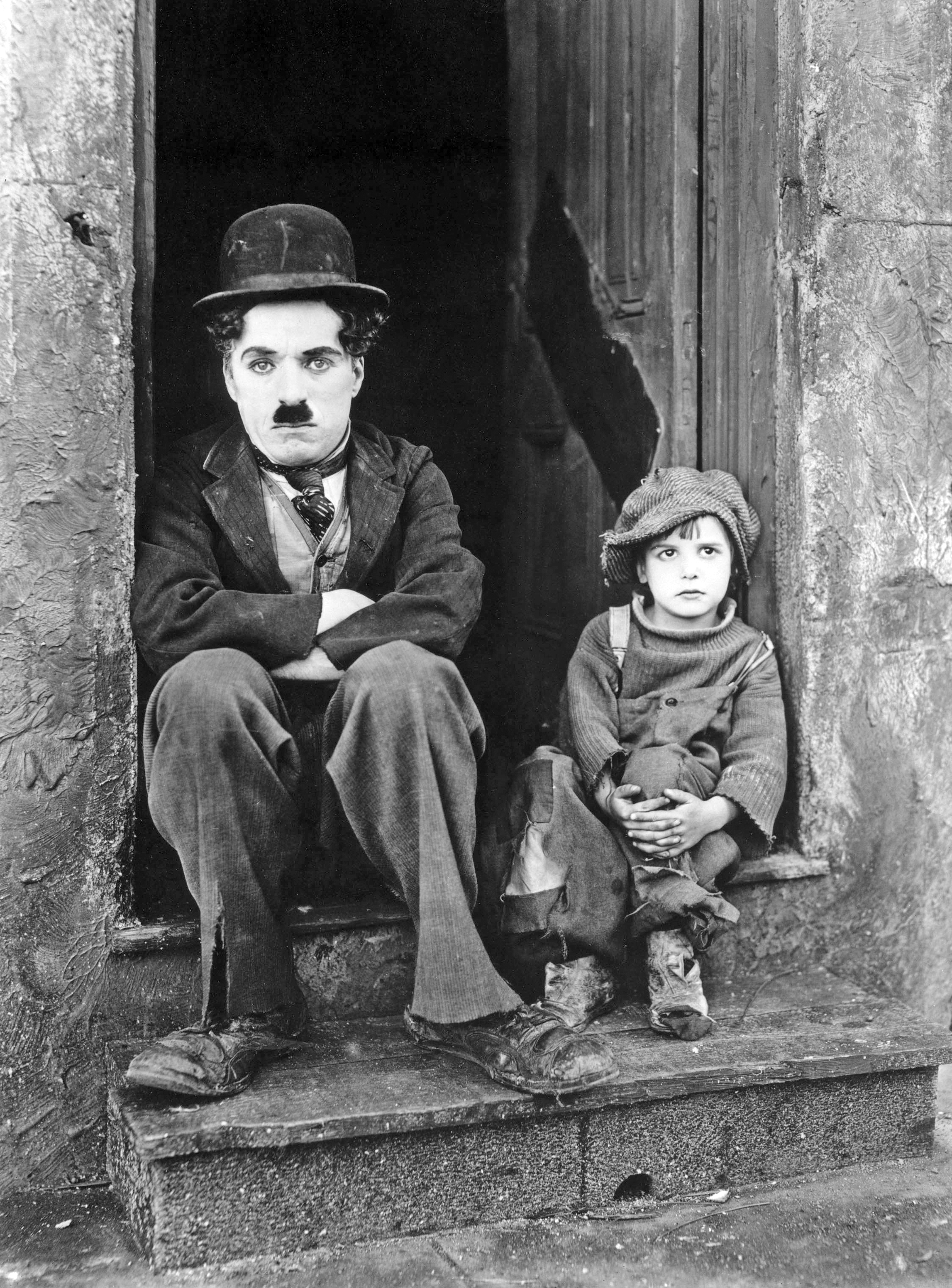
A kölyök (The Kid, 1921)

Douglas Fairbankssal, Mary Pickforddal és D. W. Griffith-szel 1919-ben megalapította a United Artists stúdiót. Ezt követően minden Amerikában gyártott filmjüket ezzel a vállalattal mutatták be. B. B. Hampron a következőket írja A mozi története című művében: "A filmstúdió forgalmazóként jött létre, mind a négy művész teljesen kontroll alatt tartotta a filmforgatási és -forgalmazási tevékenységeit, és ugyanúgy bízták meg filmjeik forgalmazásával a United Artists-ot, mintha más, nem olyan céget bíztak meg volna, ami nem az ő tulajdonukban van. A United Artists alaptőkéje az alapítók között egyenlő részben volt elosztva. Ez a megegyezés egy valami újat hozott be az iparágba. Ezidáig a producerek és a filmforgalmazók voltak a munkáltatók, a sztároknak fizetést és néha a profitból részesedést adtak. A United Artists rendszerében a sztárok saját munkáltatóivá váltak. Meg kellett finanszírozniuk a filmet, de megkapták a producerek nyereségét, ami korábban a munkáltatókhoz ment és megkapták a filmforgalmazók profitjából a neki járó részesedést."
Chaplinnek azonban előbb még teljesítenie kellett a First National-lel kötött szerződését, ezért 1921 elején elkészítette hattekercses A kölyök című filmet, melyben Jackie Coogan gyermekszínész oldalán szerepelt.
Az első United Artists film, az 1923-as Bohémvér briliáns vígjáték volt, azonban a közönség elutasítóan fogadta, mivel Charles Chaplin egy cameo feltűnésen kívül nem játszott a filmben. 1925-ös Aranyláz volt Chaplin legbonyolultabb vállalkozása. Két hétig forgattak Truckee-ben, a Sierra Nevada hegységben. 600 statisztát hoztak Sacramentóból, többnyire hajléktalanokat, hogy felmásszanak a 700 méteres hófedte kaptatón. A felvételek nagyobb részére a stáb visszatért Hollywoodba, ahol egy élethű, miniatűr hegyláncot építettek fából, gipszből, sóból és lisztből. A technikusok aprólékosan kidolgozott maketteket szerkesztettek, hogy különleges effektusokat hozzanak létre. Például a szakadék szélén billegő bányászkunyhót, ami a filmtörténet egyik legnagyobb visszhangját kiváltó, a komikus feszültségteremtést tökélyre vivő jelenete. Az Aranyláz tele van mára klasszikussá vált jelenetekkel: farkaséhes a két szereplő, ezért Charlie megfőzi a bakancsát. Az éhségtől képzelődő Jim szemében Charlie átalakul csirkévé. Chaplin élete végén azt nyilatkozta: szeretné, ha erről a filmről emlékeznének rá.
Chaplin azt vallotta, hogy a beszéd megöli a film szépségét, csökkenti a mimika szerepét. Miután sokat rágódott a hangos technika alkalmazásán, úgy döntött, hogy hangeffekteket és zenét alkalmaz a filmben, de a Nagyvárosi fények (1931) még némafilm lesz. Melodrámája és nagyszerű humora megállta a helyét a versenyben a hangosfilmekkel.
A film után 18 hónapos világturnéra indult, utazása során megfigyelte a nacionalizmus felemelkedését, a gazdasági válság, a munkanélküliség társadalmi hatásait. Egy nyilatkozata szerint: „A gépeknek szolgálniuk kéne az embert, nem pedig tragédiákat okozva kiszorítani őket a munkahelyeikről”.
Az 1936-os Modern időkben a toprongyos figura búcsút vett a közönségtől, ugyanis a hangosfilm megjelenése a karakter „halálát” jelentette. Amikor a film készült, a hangosfilm már egy évtizede uralkodott. Chaplin fontolóra vette a dialógusok használatát, de végül felismerte, hogy a kis csavargó csak néma pantomimmel él meg. Csupán egyszer hallani a hangját, amikor éneklő pincérként alkalmazzák.
Chaplin megvásárolta 5 ezer dollárért a fekete komédia ötletét Orson Wellestől. Monsieur Verdoux (1947) történetét társadalombíráló éllel látta el. Az eredményről így nyilatkozott: „A legeszesebb és a legragyogóbb film az életművemben”.

### A politikailag aktív Chaplin
Az 1940-es A diktátorral népszerűségének elvesztését kockáztatta. Ismét állást foglalt Adolf Hitlerrel és a nemzetiszocializmussal szemben. Chaplin nemzetiszocialista diktátort játszik benne, ennek karakterét Hitlerről formálta, valamint egy zsidó borbélyt, akit kegyetlenül üldöznek a nácizmusban. Hitler, aki nagy mozirajongó volt, állítólag ezt a filmet háromszor nézte meg. Chaplin később úgy nyilatkozott, hogy ha tudott volna a koncentrációs táborokról, nem készíti el a filmet.
Chaplin széles körben hangoztatta liberális és baloldali nézeteit, a kormány által felajánlott amerikai állampolgárságot folyamatosan visszautasította, amivel gyanús figurává vált az FBI szemében. Az FBI rágalomhadjáratot indított ellene, kommunista szimpátiával vádolta meg. Az 1952-ben készült Rivaldafény londoni bemutatójáról már nem tudott visszatérni az Államokba, mivel a legfőbb ügyész érvénytelenítette a beutazási engedélyét, erkölcsi és politikai nézeteire hivatkozva nem kapta meg a szükséges vízumot.

### Európai élet
Svájcban, Corsier-sur-Veveyben, a Genfi tó partján telepedett le feleségével és 8 gyermekével. Utolsó filmjében, az 1967-es Hongkongi grófnőben már csak egy cameo-jelenetben tűnt fel, a film főszerepeit Sophia Loren és Marlon Brando játszotta. 1972-ben villámlátogatást tett Los Angelesbe, mikor átvette az életművéért járó Oscar-díjat. Majdnem haláláig dolgozott. 1975-ben az angol királynő lovaggá ütötte. Sir Charles Chaplin 1977 karácsonyán halt meg agyvérzést követően, 88 évesen. Népszerűsége sokat tett Hollywood felvirágoztatásáért, alakjával egyéni hőst teremtett.

### Magánélete
Általában gyengéi voltak a szinte gyermekkorú lányok, akiket aránytalan teste ellenére elbűvölt. Életében kb. 2000 nővel volt szexuális kapcsolata. Közülük többen is beszámoltak kegyetlen, perverz hajlamairól. 1918-ban 28 évesen elvette a 16 éves Mildred Harrist. Első gyermekük Norman Spencer Chaplin meghalt csecsemőkorában, 1920-ban felbontották házasságukat. Charlie 35 évesen belebonyolódott egy 16 éves lánnyal (Lita Grey) való viszonyba. 1924-ben összeházasodnak, mert a lány terhes lett. Két fiuk született, Charles Chaplin Jr. (1925–1968) és Sydney Earle Chaplin. Keserű válásuk 1928-ban Charlie-nak 825 ezer dollárjába került. A válás körüli stressz hatására megőszült. Később Paulette Goddard színésznővel került szakmai és romantikus kapcsolatba 1932 és 1940 között. Ennek vége után Charles bejelentette, hogy titokban megházasodtak 1936-ban, de hivatalosan soha nem házasodtak össze. 1942-ben felbontották élettársi kapcsolatukat. Ezután Charlie Joan Barryvel kezdett randevúzni, de gyorsan megszüntette a románcot, amikor a lány elkezdte fenyegetni, és súlyos mentális zavarok jelei jelentkeztek Joan állapotában. 1943-ban Joan Barry apasági keresetet indított Charles ellen, ő vérvizsgálatot végeztetett, amiből kiderült, hogy nem ő a vér szerinti apa, ennek ellenére heti járadékot fizetett a nőnek a gyermek 21 éves koráig. Röviddel ezután találkozott Oona O'Neill-lel, Eugene O’Neill lányával, és feleségül vette 1943. június 16-án. Ekkor 54 éves volt, a lány 18. Ez a házasság végre hosszú és boldog lett, nyolc gyermekük született. Három fiú: Christopher, Eugene és Michael és öt leány: Geraldine, Josephine, Jane, Victoria és Annette-Emilie.
1978. március 2-án a koporsóját a kriptából ellopták, és váltságdíjat követeltek érte. Az özvegy nem volt hajlandó fizetni, és a rendőrséghez fordult. Az elkövetőket elfogták, Chaplint újratemették, de sírját csak Oona halála után, 1991-ben betonozták körbe.

### Emlékezete
Az 1970-es években – amikor a vándorló életmódot adminisztratív eszközökkel igyekeztek ellehetetleníteni Nagy-Britanniában – többször nyilvánosan kiállt a cigányság jogai mellett; nem sokkal halála után, 1978-ban a második Cigány Világkongresszus a születése napját, április 16-át a Cigány Színészek Világnapjává nyilvánította.

## Filmjei

### Rövidfilmek
- 1914
  - Between Showers
  - A Busy Day
  - Caught in a Cabaret
  - Caught in the Rain
  - Cruel, Cruel Love
  - Dough and Dynamite
  - The Face on the Bar Room Floor
  - The Fatal Mallet
  - A Film Johnnie
  - Gentlemen of Nerve
  - Getting Acquainted
  - Her Friend the Bandit
  - His Favorite Pastime
  - His Musical Career
  - His New Profession
  - His Prehistoric Past
  - His Trysting Place
  - Kid Auto Races at Venice
  - The Knockout
  - Laughing Gas
  - Mabel at the Wheel
  - Mabel's Busy Day
  - Mabel's Married Life
  - Mabel's Strange Predicament
  - Making a Living
  - The Masquerader
  - The New Janitor
  - The Property Man
  - Recreation
  - The Rounders
  - The Star Boarder
  - Tango Tangles
  - Those Love Pangs
  - Twenty Minutes of Love

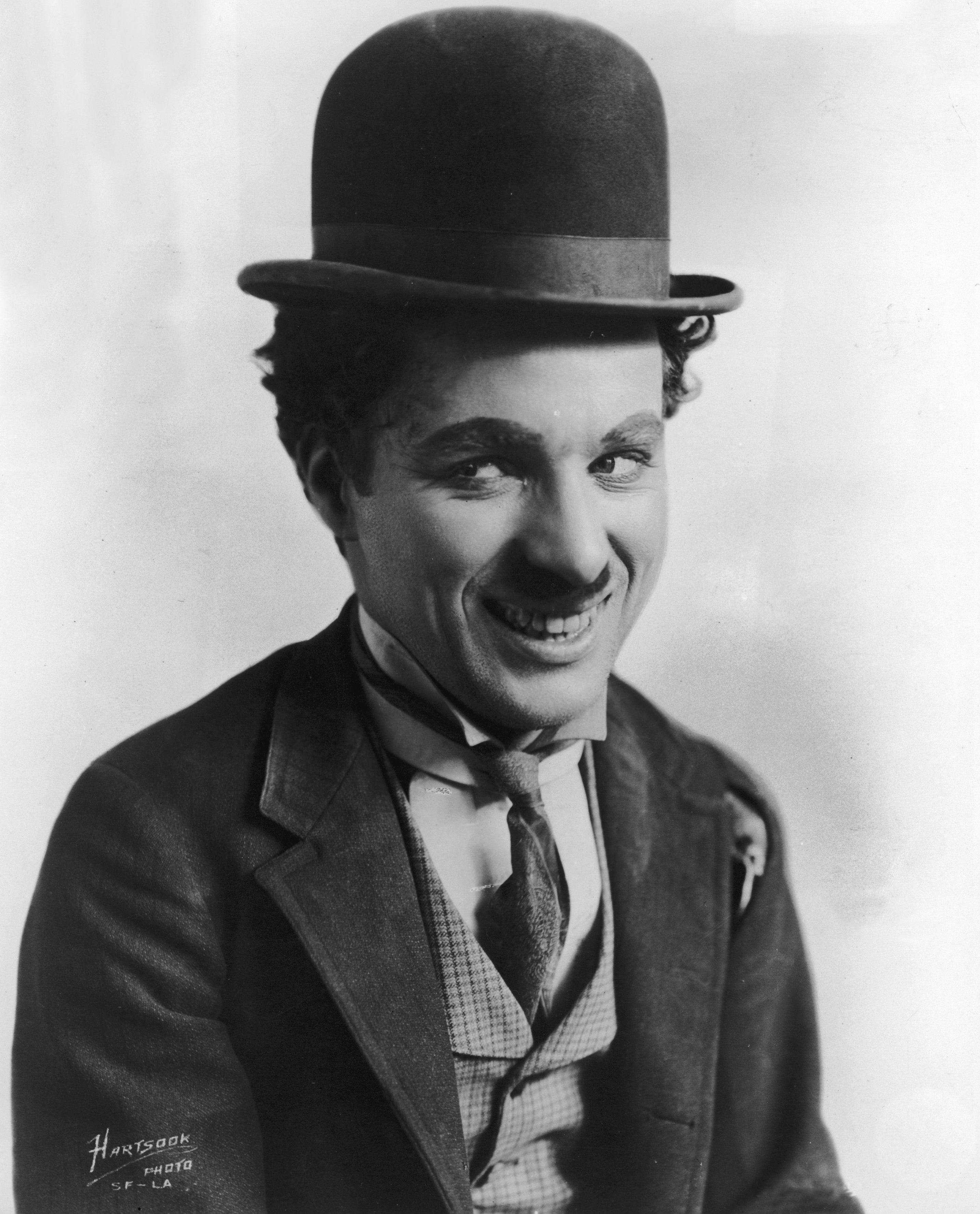
Jellegzetes karaktere a némafilmjein: a csavargó

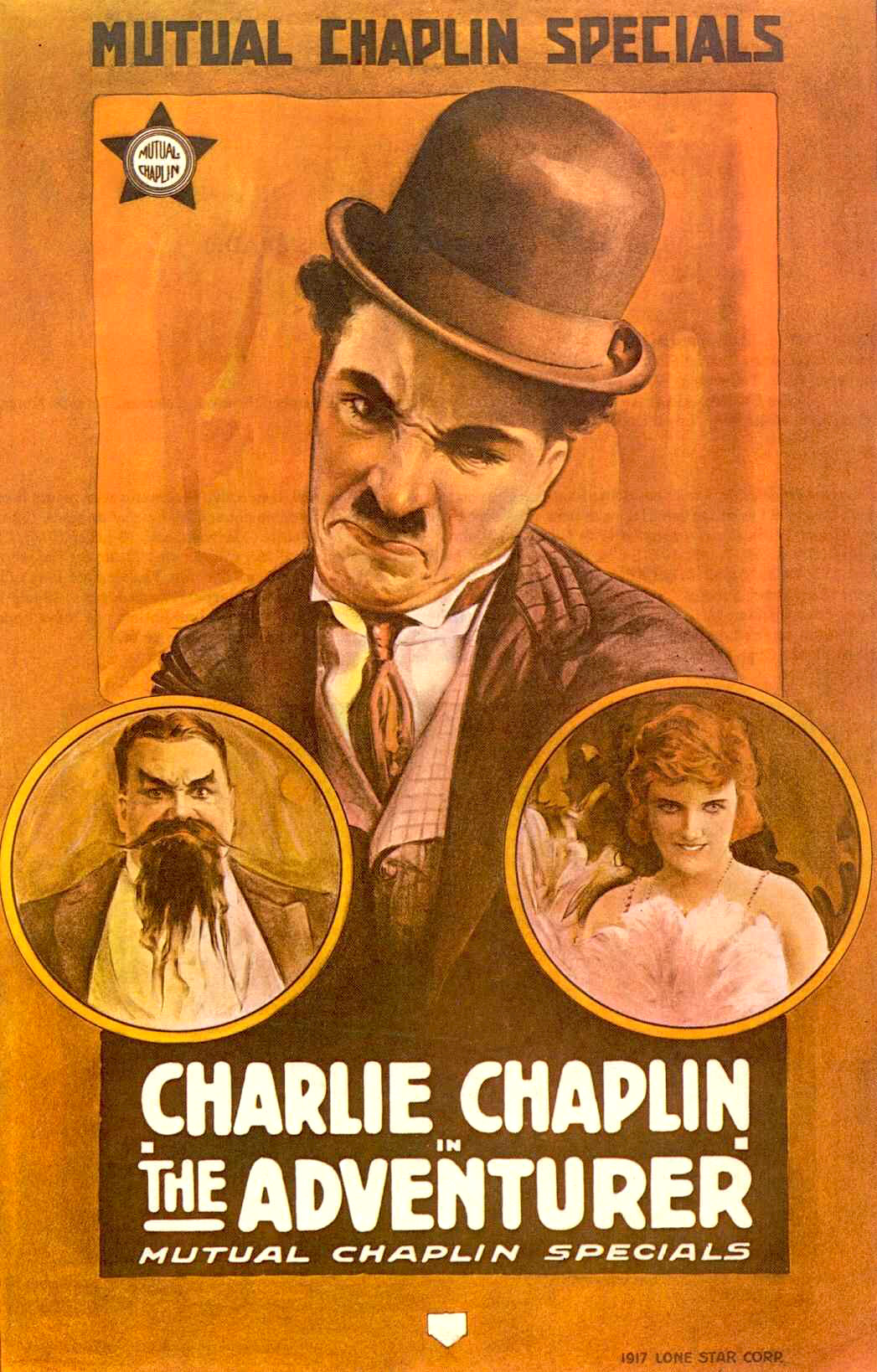
The Adventurer – Charlie Chaplin 1917-ben bemutatott rövidfilmjének plakátja

  - Reménytelen szerelem / Chaplin, a kékszakáll (Tillie's Punctured Romance)
- 1915
  - A bank (The Bank)
  - Carmen (Charlie Chaplin's Burlesque on Carmen)
  - Charlie a strandon (By the Sea)
  - A bokszbajnok (The Champion)
  - Charlie, a kellékes (His New Job)
  - Újjászületés (His Regeneration)
  - Charlie a parkban (In the Park)
  - Charlie, a szökevény (A Jitney Elopement)
  - Viharos éjszaka (A Night Out)
  - Egy éjszaka a mulatóban (A Night in the Show)
  - Charlie, a tengerész (Shanghaied)
  - A csavargó (The Tramp)
  - Charlie, a kisasszony (A Woman)
  - Charlie, az inas (Work)
- 1916
  - Chaplin a filmstúdióban (Behind the Screen)
  - A gróf (The Count)
  - Chaplin, a tűzoltó (The Fireman)
  - Az áruházi felügyelő (The Floorwalker)
  - One A.M.
  - The Pawnshop
  - Charlie, a betörő (Police!)
  - Chaplin korcsolyázik (The Rink)
  - The Vagabond
- 1917
  - A szökött fegyenc (The Adventurer)
  - Gyógyforrás (The Cure)
  - Chaplin, a rendőr (Easy Street)
  - A bevándorló / Az emigráns (The Immigrant)
- 1918

- - The Bond
  - Chaplin, a katona (Shoulder Arms)
  - Kutyaélet (A Dog's Life)
  - Háromszoros baj (Triple Trouble)
- 1919
  - Egy nap boldogság / Idill a mezőkön (A Day's Pleasure)
  - Az öröm napja (Sunnyside)
- 1921
  - Semmittevők (The Idle Class)
- 1922
  - A fizetés napja (Pay Day)
- 1923
  - A zarándok (The Pilgrim)

### Egész estés játékfilmek
- 1921 – A kölyök (The Kid)

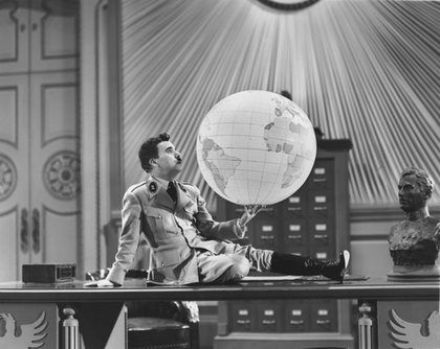
Charlie Chaplin A diktátorban

- 1923 – A párizsi nő (A Woman of Paris)
- 1925 – Aranyláz (The Gold Rush)
- 1928 – Cirkusz (The Circus)
- 1931 – Nagyvárosi fények (City Lights)
- 1936 – Modern idők (Modern Times)
- 1940 – A diktátor (The Great Dictator)
- 1947 – Monsieur Verdoux
- 1952 – Rivaldafény (Limelight)
- 1957 – Egy király New Yorkban (A King in New York)
- 1967 – A hongkongi grófnő (A Countess from Hong Kong)

## Könyvei magyarul
- A kölyök; Banat, Timişoara, 1924 (Filmkönyvek)
- Életem; ford. Abody Béla; Európa, Bp., 1967

## Díjak
Kinema Junpo
- 1925 díj: legjobb művészi film (A párizsi nő)
- 1927 díj: legjobb idegen nyelvű film (Aranyláz)
- 1953 díj: legjobb idegen nyelvű film (Monsieur Verdoux)
- 1961 díj: legjobb idegen nyelvű film (A Diktátor)

Oscar-díj
- 1929 díj: Életműdíj (Cirkusz)[13]
- 1972 díj: Életműdíj
- 1973 díj: legjobb eredeti filmzene (Rivaldafény)

Velencei Nemzetközi Filmfesztivál
- 1973 díj: Arany Oroszlán – Életműdíj

## Videók
| (video)                                                  | \| "The bond of friendship" (info) \| \| A video clip from the silent film, "The Bond" (1918). \| \| "The marriage bond" (info) \| \| A video clip from the silent film, "The Bond" (1918). \| \| "U.S. Liberty Bonds" (info) \| \| A video clip from the silent film, "The Bond" (1918). \| \| Nem tudja lejátszani a videót? Wikipédia:Média segítség. \| |
| "The bond of friendship" (info)                          | |
| A video clip from the silent film, "The Bond" (1918).    | |
| "The marriage bond" (info)                               | |
| A video clip from the silent film, "The Bond" (1918).    | |
| "U.S. Liberty Bonds" (info)                              | |
| A video clip from the silent film, "The Bond" (1918).    | |
| Nem tudja lejátszani a videót? Wikipédia:Média segítség. | |